# BMW 116
Il BMW 116 era un motore aeronautico sperimentale a 12 cilindri a V invertita raffreddato a liquido progettato dalla tedesca BMW Flugmotorenbau GmbH nel 1936.

## Sviluppo
Lo sviluppo del BMW 116 si deve ad un bando del 1929 da parte di Reichswehr e Reichsmarine, rispettivamente le allora forze armate e marina militare tedesca, che richiedevano la realizzazione di un nuovo motore che occupasse la fascia tra i 20 ed i 30 litri di cilindrata. L'azienda bavarese quello stesso anno aveva già progettato un motore, al quale era stato dato la denominazione provvisoria BMW XV, che non era ancora stato adeguatamente sviluppato e che si concretizzò con un prototipo denominato BMW 115 nel 1934. I test di sviluppo vennero protratti sino al 1936, anno in cui l'azienda decise di abbandonare il progetto in favore di un suo ulteriore sviluppo, il BMW 116. Del nuovo motore vennero prodotti pochi esemplari che, a differenza del predecessore, vennero testate in volo sul ricognitore biplano Heinkel He 45.

## Velivoli utilizzatori
Germania
- Heinkel He 45 (a livello sperimentale)